# جان پی. گروتینگر
جان پی. گروتینگر (انگلیسی: John P. Grotzinger؛ زادهٔ ۱ ژانویهٔ ۲۰۰۰) دیرین‌شناس، استاد دانشگاه، و زمین‌شناس اهل ایالات متحده آمریکا است.